# والت ميلر (لاعب كرة قاعدة)
والت ميلر (بالإنجليزية: Walt Miller)‏ هو لاعب كرة قاعدة أمريكي، ولد في 19 أكتوبر 1883 في سبيسلاند في الولايات المتحدة، وتوفي في 1 مارس 1956 في ماريون في الولايات المتحدة.

## وصلات خارجية
- والت ميلر على موقعبيزبول رفرنس.كوم (الدوري الرئيسي) (الإنجليزية)
- والت ميلر على موقعبيزبول رفرنس.كوم (الدوري الثانوي) (الإنجليزية)